# Wombalano yerang
Wombalano yerang is een vlokreeftensoort uit de familie van de Unciolidae. De wetenschappelijke naam van de soort is voor het eerst geldig gepubliceerd in 1991 door Thomas & Barnard.